# ガド党
ガド党（ガドとう、アラビア語: حزب الغد）は、エジプト・アラブ共和国の政党。「ガド」はアラビア語で明日を意味している。2001年に、新ワフド党の党首であったノオマーン・グムアと対立して除名されたアイマン・ヌールを党首として2004年9月に設立された。

## 概要
宗教勢力への配慮からイスラム的価値観を重視する姿勢を示しつつも、政教分離を掲げている。なお党首のヌールは新ワフド党にいたときから若手指導者としての知名度も高く、アメリカ合衆国連邦政府とも個人的ではあるが親しい関係を築いていた。
党結成後、積極的に国民民主党（NDP）による事実上の一党支配とムバーラク大統領の長期政権を批判してきた。しかし、そのことが政権の警戒感を招くことになり、2005年1月に党結成の際に提出した書類の内容に虚偽記載が合った旨の容疑でヌール党首は逮捕された。アメリカ合衆国連邦政府の圧力で裁判の審議がヌールが立候補表明していた大統領選挙の後に持ち越された。大統領選挙でヌールは、ムバーラクの88.6％に次ぐ7.3％を獲得した。落選後、ヌールには禁固5年の判決が下され収監されたが、党自体の活動は従来通り続けられている。2011年の革命によりムバーラクは失脚し、ヌールは2012年5月の大統領選挙に出馬したが、選挙管理委員会により登録を許可されなかった。